# Yixing
Yixing, tidigare romaniserat Ihing, är en stad på häradsnivå som lyder under Wuxis stad på prefekturnivå i Jiangsu-provinsen i östra Kina. Den ligger omkring 120 kilometer sydost om provinshuvudstaden Nanjing. 
Staden är känd för sin tillverkning av tekannor, så kallade Yixingkannor.